# Čogolisa
Čogolisa je hora v pohoří Karákóram v pákistánské provincii Gilgit - Baltistán. Má několik vrcholků, nejvyšší Čogolisa I položený jihozápadně má nadmořskou výšku 7665, což činí z Čogolisy 36. nejvyšší horu světa. Druhý nejvyšší, Čogolisa II položený severovýchodně, má výšku 7654 m n. m..

## Výstupy
První významnější pokus o výstup podnikl v roce 1909 Luigi Amedeo di Savoia-Aosta, který dosáhl výšky 7498 m n. m., což byl tehdejší světový rekord.
V roce 1957 se o výstup pokusili Hermann Buhl a Kurt Diemberger několik dnů po svém úspěšném výstupu na Broad Peak s Marcusem Schmuckem a Fritzem Winterstellerem. Dne 27. června je ale špatné počasí přimělo k ústupu, při kterém se s Buhlem utrhla převěj a zahynul.
První úspěšný výstup se konal o rok později, kdy se na vrchol Čogolisa II dostala výprava Kjótské univerzity.
Na hlavní vrchol Čogolisa I se první výstup podařil až 2. srpna 1975 Fredu Presslovi a Gustavu Ammererovi z rakouské výpravy vedené Eduardem Koblmüllerem.